# Bundesliga (košarka)
Njemačka košarkaška Bundesliga (njem. Basketball-Bundesliga, poznatija i kao BBL) najviši je razred košarkaških natjecanja muške košarke u Njemačkoj.

## Povijest
BBL je nastao iz Njemačkog košarkaškog prvenstva koje se održavalo od 1939. do 1964. godine. Bundesliga je službeno uspostavljena 1. studenog 1966. prema uredbi Njemačkog košarkaškog saveza. Uspostavljene su dvije skupine unutar ligaškog natjecanja: sjever i jug. Sljedeće sezone održano je i prvo izdanje Njemačkog košarkaškog kupa.
Igračke sezone 1971./72. broj momčadi smanjen je s deset na osam, a u narednim se godinama osnivaju i Druga i Treća liga. Sredinom 1980-ih broj momčadi ustaljuje se s deset na dvanaest, ali se dodatno povećao nakon ujedinjenja Istočne i Zapadne Njemačke. Tako se od 2003. godine broj momčadi ustaljuje na osamnaest.

## Prvaci
Najviše naslova prvaka osvojio je Bayer Giants Leverkusen, njih sveukupno četrnaest.
| Momčad                  | Naslovi | Godine osvajanja naslova                                                                         |
| ----------------------- | ------- | ------------------------------------------------------------------------------------------------ |
| Bayer Giants Leverkusen | 14      | 1970., 1971., 1972., 1976., 1979., 1985., 1986., 1990., 1991., 1992., 1993., 1994., 1995., 1996. |
| Brose Bamberg           | 9       | 2005., 2007., 2010., 2011., 2012., 2013., 2015., 2016., 2017.                                    |
| ALBA Berlin             | 8       | 1997., 1998., 1999., 2000., 2001., 2002., 2003., 2008.                                           |
| Geißen 46ers            | 4       | 1967., 1968., 1975., 1978.                                                                       |
| BSC Saturn Köln         | 4       | 1981., 1982., 1987., 1988.                                                                       |
| ASC 1846 Göttingen      | 3       | 1980., 1983., 1984.                                                                              |
| USC Heidelberg          | 2       | 1973., 1977.                                                                                     |

## Vanjske poveznice
- Službene stranice natjecanja  Arhivirana inačica izvorne stranice od 7. listopada 2017. (Wayback Machine) (njem.)